# Sedecione di Bisanzio
Sedecione (in greco Σεδεκίων?; I secolo – 114) è stato un vescovo romano, titolare della diocesi di Bisanzio per nove anni dal 105 al 114, come successore di Plutarco.
L'episcopato di Sedecione avvenne durante la persecuzione dei cristiani da parte dell'imperatore Traiano.